# General Packet Radio Service
Nelle telecomunicazioni il General Packet Radio Service (GPRS) è una delle tecnologie di telefonia mobile cellulare. Viene convenzionalmente definita di generazione 2.5, vale a dire una via di mezzo fra la seconda (GSM) e la terza generazione (UMTS).

## Caratteristiche
È stato il primo sistema cellulare progettato specificamente per realizzare un trasferimento dati a commutazione di pacchetto e a media velocità su rete cellulare per agganciarsi alla rete Internet, usando i canali TDMA della rete GSM. Si tratta quindi di un'evoluzione o servizio aggiuntivo per il sistema GSM, per mezzo di alcune modifiche hardware e software al sistema, tanto che si parla di GSM/GPRS conservando la classica commutazione di circuito propria del GSM per il traffico vocale e tutti gli altri servizi. Inizialmente si era pensato di ampliare il GPRS per integrarvi altri sistemi; ciò non è avvenuto, anzi sono stati gli altri sistemi, con le relative reti di trasmissione, ad essere modificati per essere resi compatibili con lo standard GSM, unica tipologia di rete cellulare in cui il GPRS è utilizzato. Le specifiche di funzionamento del GPRS sono strettamente integrate a quelle del GSM a partire dalla Release 97. In un primo momento la definizione di tali specifiche era demandata all'ETSI, mentre attualmente è affidata al Comitato 3GPP.

### Servizi GPRS
Il GPRS espande le funzionalità dei servizi di scambio dati basati su GSM, fornendo:
- servizio PTP (Point-to-Point): interconnessione fra reti internet (protocollo IP) e reti basate su X.25;
- servizio PTM (Point-to-Multipoint): chiamate di gruppo e chiamate multicast;
- messaggistica MMS (Multimedia Messaging Service);
- servizi in modalità anonima: accesso anonimo a determinati servizi;
- future funzionalità: massima flessibilità e possibilità di aumentare le performance, il numero di utenti, di creare nuovi tipi di protocollo, di utilizzare nuove reti radio;
- trasferimento di dati a pacchetto. Normalmente il costo delle comunicazioni GPRS viene calcolato in base ai kilobyte ricetrasmessi, mentre nelle reti a commutazione di circuito il costo è in funzione del tempo di connessione, questo perché in quest'ultimo tipo di rete l'intera larghezza di banda disponibile è occupata anche quando nessun dato è in corso di trasferimento.

Il GPRS originariamente avrebbe dovuto supportare (almeno in teoria) i protocolli di rete IP, PPP e X.25; quest'ultimo protocollo è stato usato soprattutto per applicazioni come terminali di pagamento wireless, ma attualmente non è più una funzionalità richiesta all'interno dello standard GPRS. Il protocollo X.25 può ancora essere supportato tramite PPP, o anche IP, ma ciò richiede la presenza di un router, o, in alternativa, di un software dedicato da installare a bordo del terminale.

#### Connessione WAP e connessione Web
Solitamente utilizzando il solo cellulare GPRS/EDGE/UMTS non collegato ad altro terminale (PC, portatile o palmare) sono accessibili solo siti WAP, ovvero siti appositamente progettati per i cellulari: si tratta di siti semplificati, non contenenti applet java, pagine dinamiche o applicazioni in HTML4.
Connettendo il cellulare ad un altro terminale, tramite Bluetooth o cavo USB 2.0 (che non rallenta la connessione nel tratto finale dal momento che supporta velocità di trasmissione fino a 480 Mbit/s), si stabilisce una normale connessione in cui sono disponibili i medesimi servizi e protocolli accessibili con il modem analogico o via ADSL. Il cellulare in questo caso funziona a tutti gli effetti da modem per il PC, e tutti i bit vengono inviati al terminale per la decodifica e la visualizzazione.

### Velocità e versioni
La pacchettizzazione dei dati è realizzata dal GPRS occupando, per la trasmissione, le frequenze radio di una cella radio. Il massimo limite teorico per la velocità è di 171,2 kbit/s (considerando di utilizzare tutti gli 8 Time Slot con Code Scheme 4, ogni time slot ha un rate massimo di 21,4 kbps), ma un valore più realistico si attesta intorno a 30-70 kbit/s. Un'evoluzione del modo in cui il GPRS utilizza le frequenze, denominato tecnologia EDGE, consente di raggiungere velocità maggiori, fra 20 e 200 kbit/s. La velocità dipende dal modello di cellulare/terminale usato (classe del cellulare) e dal numero di utenti collegati per cella fra cui è frazionata la banda che, a sua volta, è funzione della densità abitativa del luogo e della fascia oraria (statisticamente un picco di collegamenti si registra tra le 19.00 e le 21.00), dalla distanza fra il terminale e l'antenna più vicina.
GPRS e GSM sono nati come standard internazionali non proprietari per pressione dei gestori sul consorzio di costruttori: con una facile interoperabilità fra le reti che ha permesso già da vent'anni l'invio di chiamate e sms verso l'estero con accordi coi gestori di altri paesi e la tariffazione tramite roaming, che in questo caso è invisibile all'utente e già inclusa nel prezzo di circa 100 volte maggiore del costo pieno industriale del servizio.
Per ottenere le massime velocità di trasmissione teoriche è necessario utilizzare più di un time slot (letteralmente fessura temporale) contemporaneamente all'interno del cosiddetto time frame TDMA (letteralmente cornice temporale), tenendo però presente che a maggiori velocità corrispondono minori possibilità di correggere automaticamente gli errori di trasmissione. In linea di massima, la velocità decresce esponenzialmente all'aumentare della distanza dalla stazione radio base. Ciò non costituisce una limitazione in aree densamente popolate, coperte da una fitta maglia di celle radio, ma può diventare un problema serio in aree scarsamente abitate, come, ad esempio, le zone rurali.
Il GPRS in Classe 8 è conosciuto anche con la sigla 4R1T, che sta a significare che 4 time slot sono utilizzati per ricevere e 1 per trasmettere i dati. Questa configurazione è particolarmente adatta alle applicazioni in cui i dati sono prevalentemente ricevuti (download), come ad esempio in una connessione a internet in cui l'utente si limita a navigare consultando pagine web, e cioè, utilizzando la terminologia corrente, effettua il web browsing. Se l'utente usa la posta elettronica e riceve molte più e-mail di quelle che invia, ci si trova in una situazione analoga alla precedente. La Classe 8 è quella impostata di default sui terminali mobili che utilizzano il GPRS.
Il GPRS in Classe 10 è conosciuto con la sigla 3R2T, che significa che 3 time slot sono utilizzati per ricevere e 2 per trasmettere. Questa configurazione, contrariamente alla precedente, è adatta ai casi in cui lo scambio di dati è all'incirca bilanciato nelle 2 direzioni, come, ad esempio nelle applicazioni di instant messaging.
La velocità di trasmissione dipende anche dal tipo di decodifica utilizzato. Il migliore algoritmo di decodifica, il CS-4 (per l'evoluzione EDGE l'algoritmo migliore è il CS-9) è utilizzabile quando ci trova nelle vicinanze della stazione radio base, mentre il peggiore, il CS-1 è usato quando il terminale è molto lontano dalla stazione. Con il CS-4 si può ottenere una velocità massima di trasmissione di 21,4 kbit/s per ogni time slot, ma la copertura radio è limitata al 25% delle dimensioni della cella. Con il CS-1 si arriva fino a 9,05 kbit/s per time slot e la copertura raggiunge il 98% delle dimensioni della cella.
Ciascun time slot può consentire di realizzare velocità di 21,4 kbit/s considerando uno schema di codifica CS4.
In una rete GSM si può trasferire dati anche con commutazione a circuito tramite gli standard CSD e HSCSD, che prevedono l'addebito a tempo.
I protocolli con commutazione a circuito sono molto più lenti del protocollo GPRS/EDGE ma hanno il vantaggio di non avere i tempi morti di cambio di cella (handover)
|       | Download (kbit/s) | Upload (kbit/s) |           |
| 4R1T  | 57,6              | 14,4            | Classe 8  |
| 3R2T  | 43,2              | 28,8            | Classe 10 |
| CSD   | 9,6               | 9,6             |           |
| HSCSD | 28,8              | 14,4            | (2+1)     |
| HSCSD | 43,2              | 14,4            | (3+1)     |

## Applicazioni GPRS nel mondo reale
Alcuni gestori telefonici hanno adottato per il GPRS una politica di tariffe basse rispetto ai precedenti sistemi di trasferimento dati attraverso reti GSM, noti con le sigle CSD (Circuit Switched Data) e HSCSD (High Speed Circuit Switched Data). Per l'accesso a internet, molti di questi gestori non offrono tariffe di tipo flat (cioè indipendenti dal tempo di connessione), con la significativa eccezione della T-Mobile negli USA, in cui la tariffazione è basata sul volume di dati scambiato (solitamente arrotondata ai 100 kbyte). Le tariffe applicate dai vari gestori variano enormemente (da 1 a 20 euro per megabyte). Negli USA la T-Mobile offre un abbonamento a 30 $ al mese senza limitazioni di tempo. Anche la AT&T Wireless offre abbonamenti di tipo flat.
La massima velocità di una connessione GPRS è circa uguale a quella ottenibile tramite modem collegato alla normale rete telefonica analogica, e cioè fra 4 e 5 kB/s, a seconda del modem impiegato. Il tempo di latenza è piuttosto alto: per averne un ordine di grandezza si consideri che un'operazione di ping (acronimo di Packet INternet Groper) dura di solito 600-700 ms (a volte anche 1 s). L'operazione di ping consiste nello stabilire se un indirizzo IP è accessibile o meno, e viene realizzata inviando pacchetti di dati (ICMP) all'indirizzo specificato e aspettando la ricezione della risposta (invio di un'ICMP echo request e attesa di un'ICMP echo reply).
Normalmente viene data una priorità più bassa al GPRS rispetto al canale audio, e per questo motivo, la qualità effettiva della connessione varia grandemente. In effetti la maggior parte delle limitazioni non sono di natura tecnica, e quindi le connessioni GPRS potrebbero, in teoria, essere molto più performanti di quanto non siano nelle attuali implementazioni nel mondo reale.